# La polizia incrimina la legge assolve
La polizia incrimina la legge assolve är en italiensk-spansk-fransk poliziottescofilm från 1973 i regi av Enzo G. Castellari.

## Rollista i urval
- Franco Nero - kommissarie Belli
- Fernando Rey - Cafiero
- James Whitmore - kommissarie Scavino
- Delia Boccardo - Mirella
- Duilio Del Prete - Umberto Griva
- Silvano Tranquilli - Franco Griva
- Luigi Diberti - assistent Coffi
- Mario Erpichini - ingenjör Rivalta